# حصار أونو
«حصار أونو» (بالتركية: Hisarönü)‏  هو حي سكني ومنتجع سياحي في منطقة فتحية بمقاطعة موغلا في تركيا، ويقع في أقصى غرب ساحل البحر المتوسط في تركيا وفي أقصى جنوب ساحل بحر إيجة. نمت القرية والمنتجع من قرية أساسية في عام 1990م إلى منتجع كبير مع جارته أوفاجيك (بالتركية: Ovacık)‏ منذ ذلك الحين. في عام 1992م، تم تمهيد الطريق عبر بلدة «حصار أونو» إلى كاياكوي (بالتركية: Kayaköy)‏ لأول مرة.

## النشأة
كان الغرض الأصلي من إنشاء «حصار أونو» هو توفير الإقامة لأولودنيز القريبة التي تُمنع فيها أعمال البناء الجديدة تمامًا إذ أن أولودنيز محمية طبيعية وطنية والبناء فيها ممنوع منعا باتاً،  ولكن «حصار أونو» تطورت وأصبحت الآن بحد ذاتها منتجعًا لقضاء العطلات وتحظى بشهرة لدى المصطافين البريطانيين على وجه الخصوص.

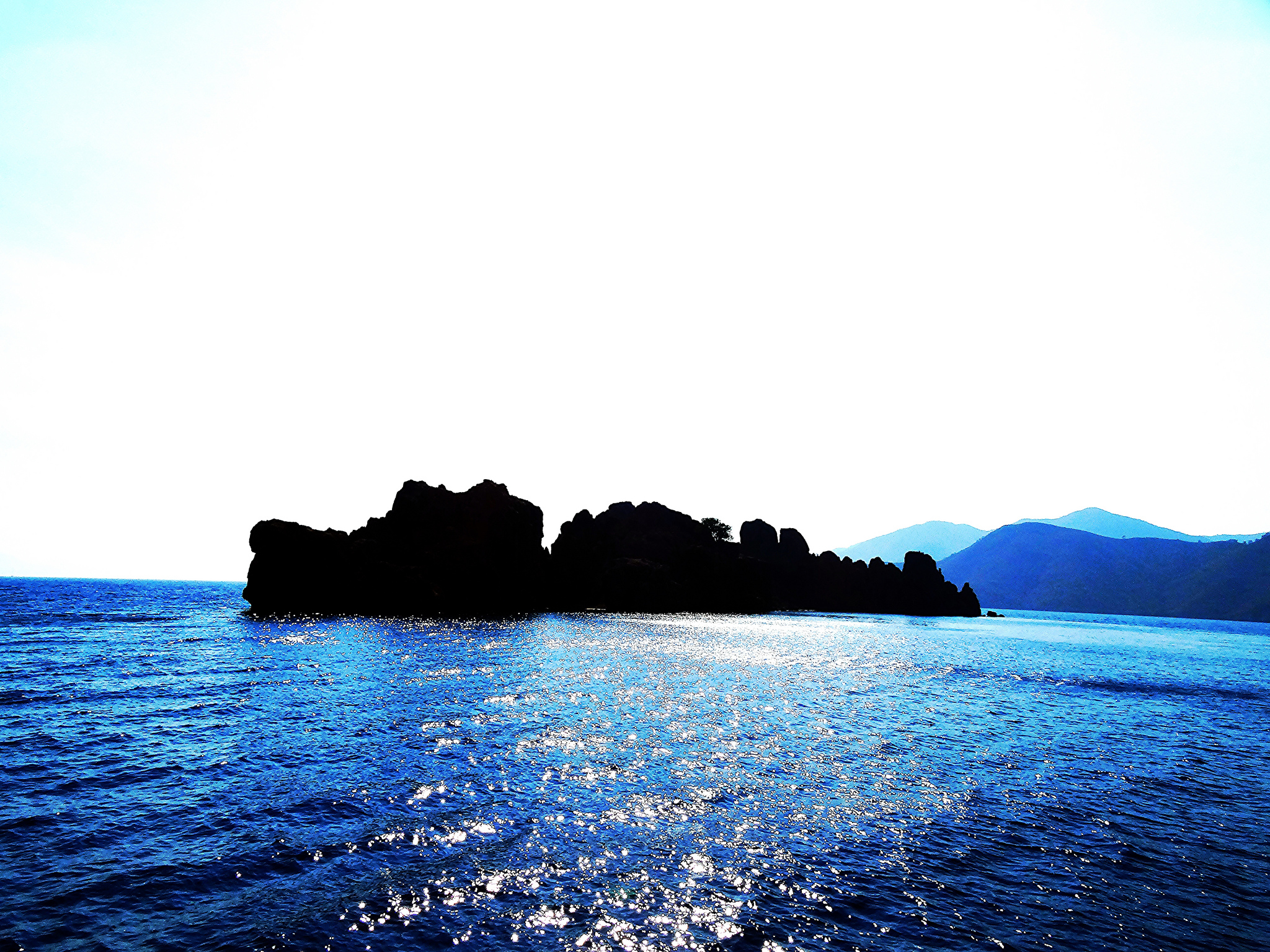
جزيرة ديشليجا ، مارماريس "حصار أونو".

## المناخ
مناخ «حصار أونو» مناخ متوسطي داخلي، والطقس دافئ على مدار السنة.

## البنية التحتية
- هناك مدرسة ابتدائية في الحي.
- توجد شبكة مياه للشرب.
- يوجد في الحي مركز صحي.
- لا توجد شبكة للصرف الصحي.
- هناك فروع لمكتب البريد التركي PTT (بالتركية: Posta ve Telgraf Teşkilatı Genel Müdürlüğü)‏
- توجد هواتف أرضية ثابتة في الحي.
- هواتف شبكة كهرباء.

## الاقتصاد
يعتمد اقتصاد حي «حصار أونو» على الزراعة وتربية الحيوانات (الماعز والأغنام) والسياحة.

## معرض الصور

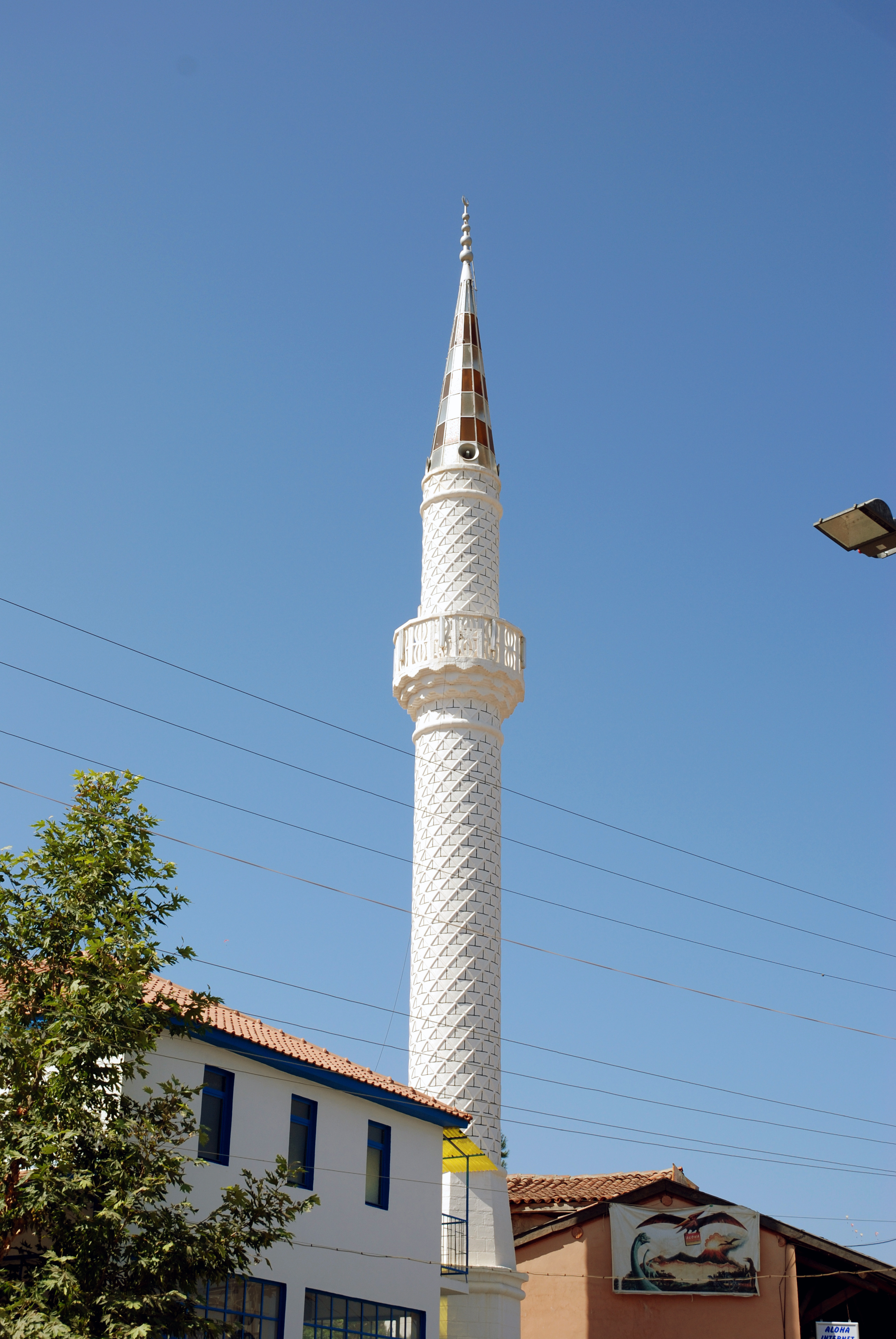
مسجد "حصار أونو" (بالتركية: Hisarönü Cami)‏.
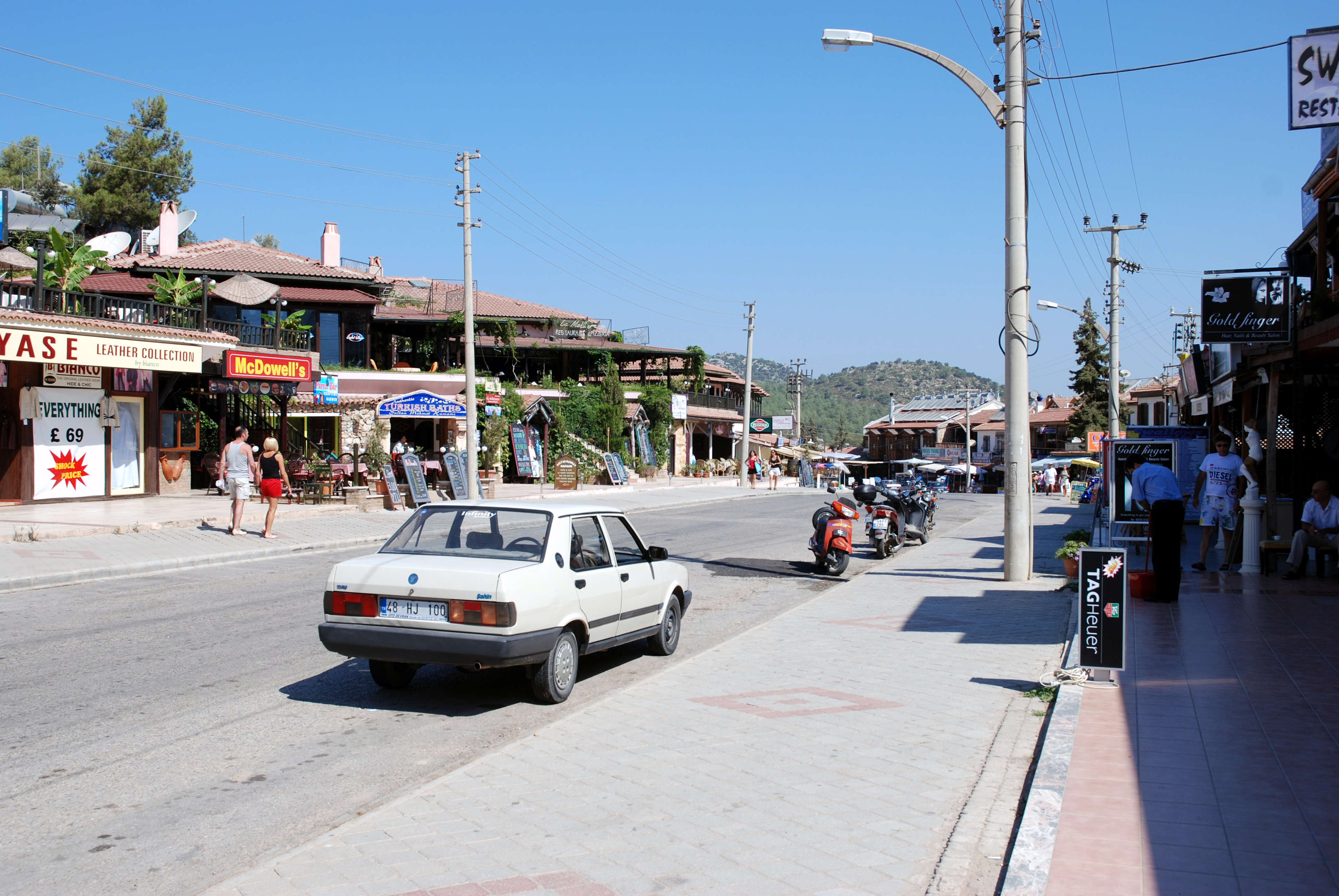
لقطة قديمة لحي "حصار أونو" تعود لعام 2007م.
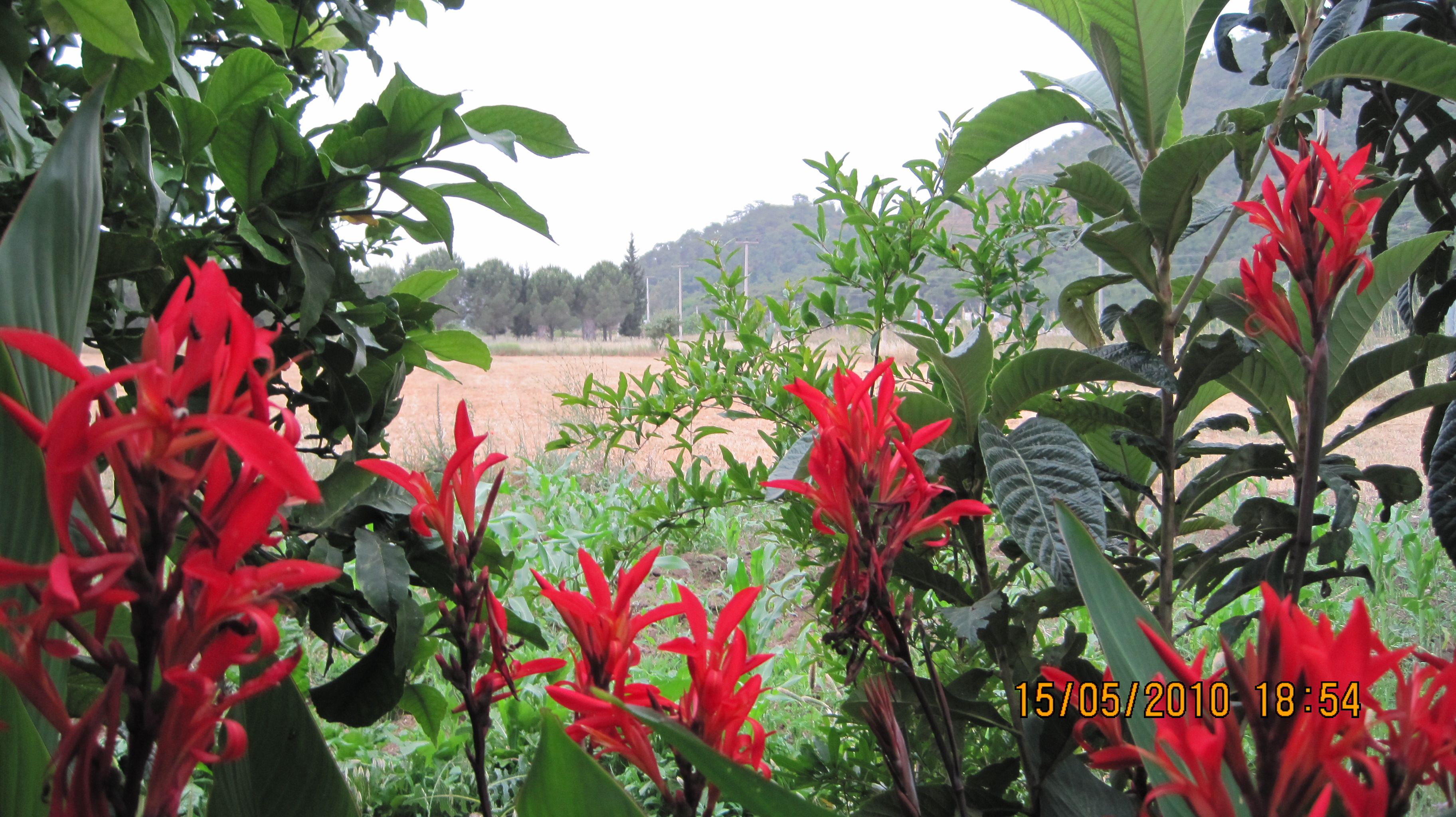
الطبيعة في "حصار أونو"، 2010م.
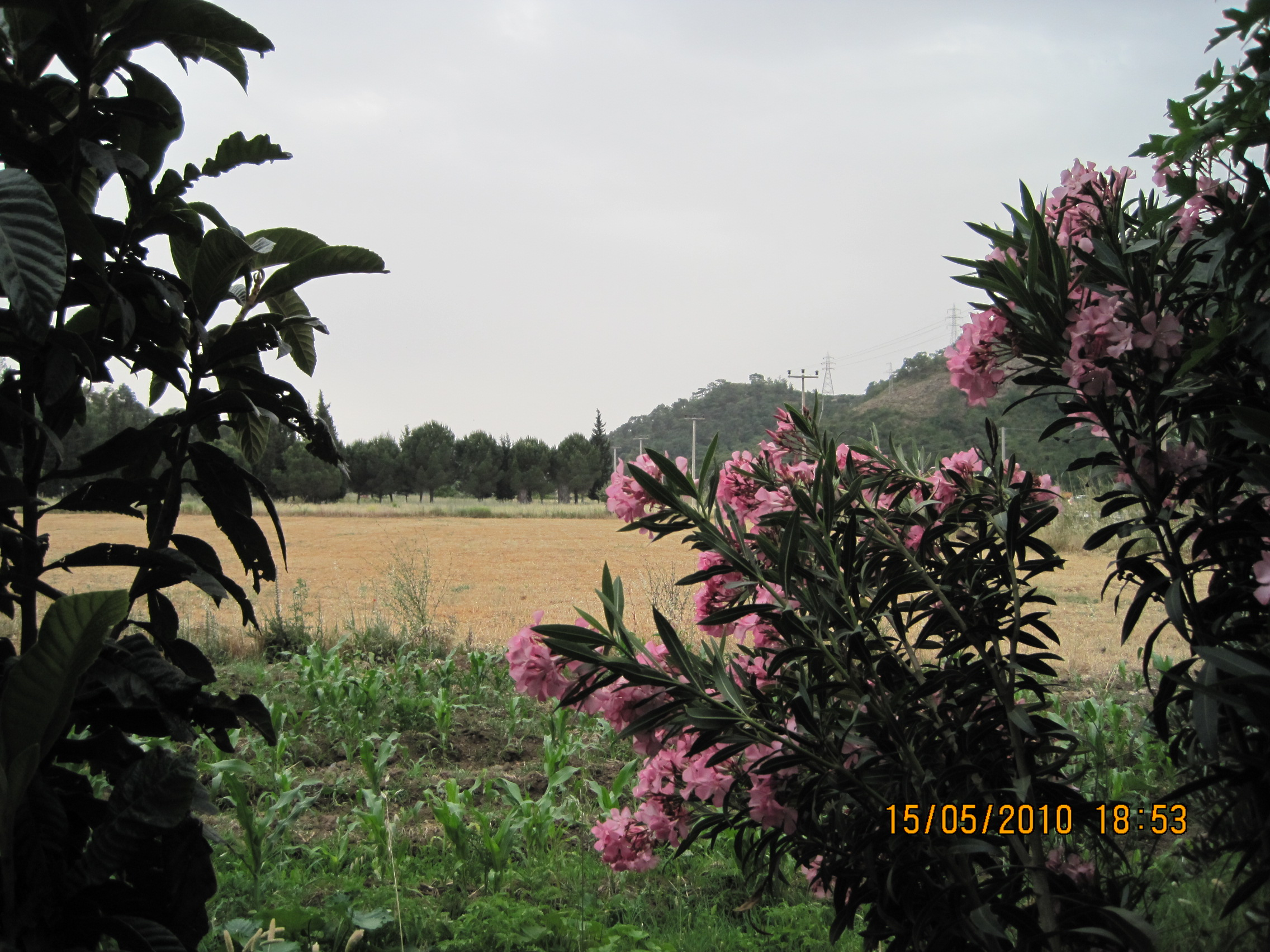
الطبيعة في "حصار أونو"، 2010م.
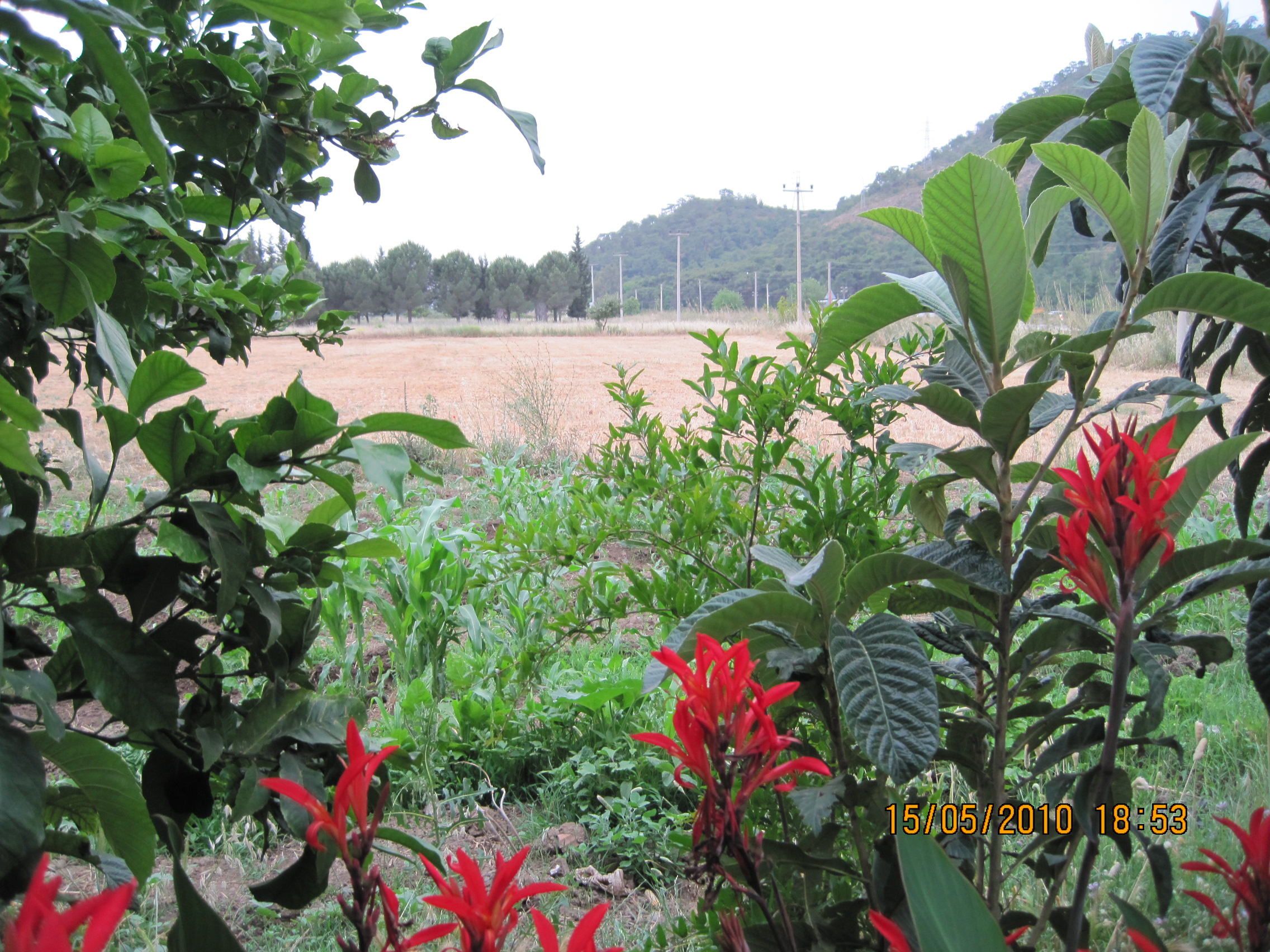
الطبيعة في "حصار أونو"، 2010م.
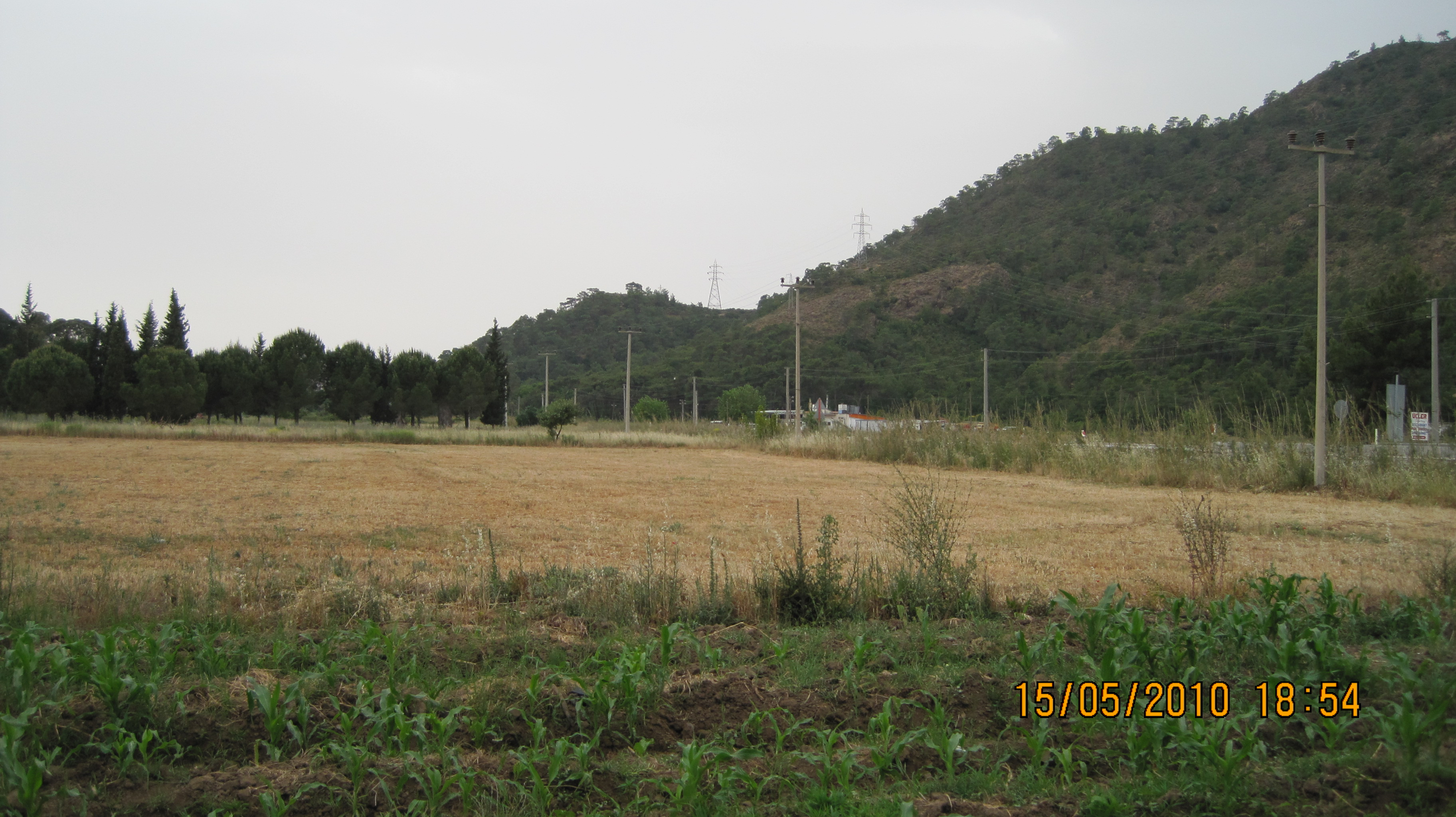
الطبيعة في "حصار أونو"، 2010م.
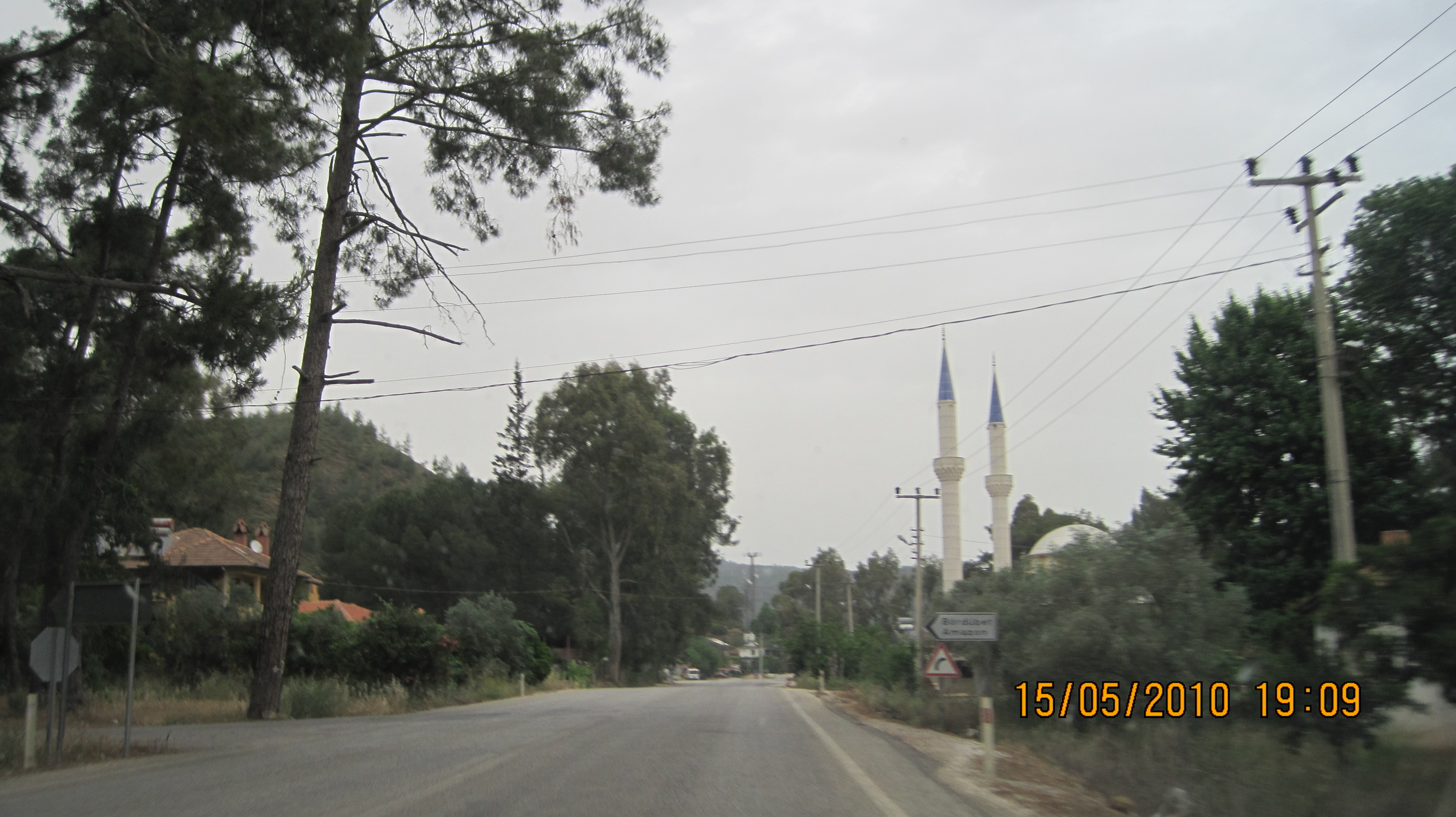
لقطة قديمة لحي "حصار أونو" تعود لعام 2010م.
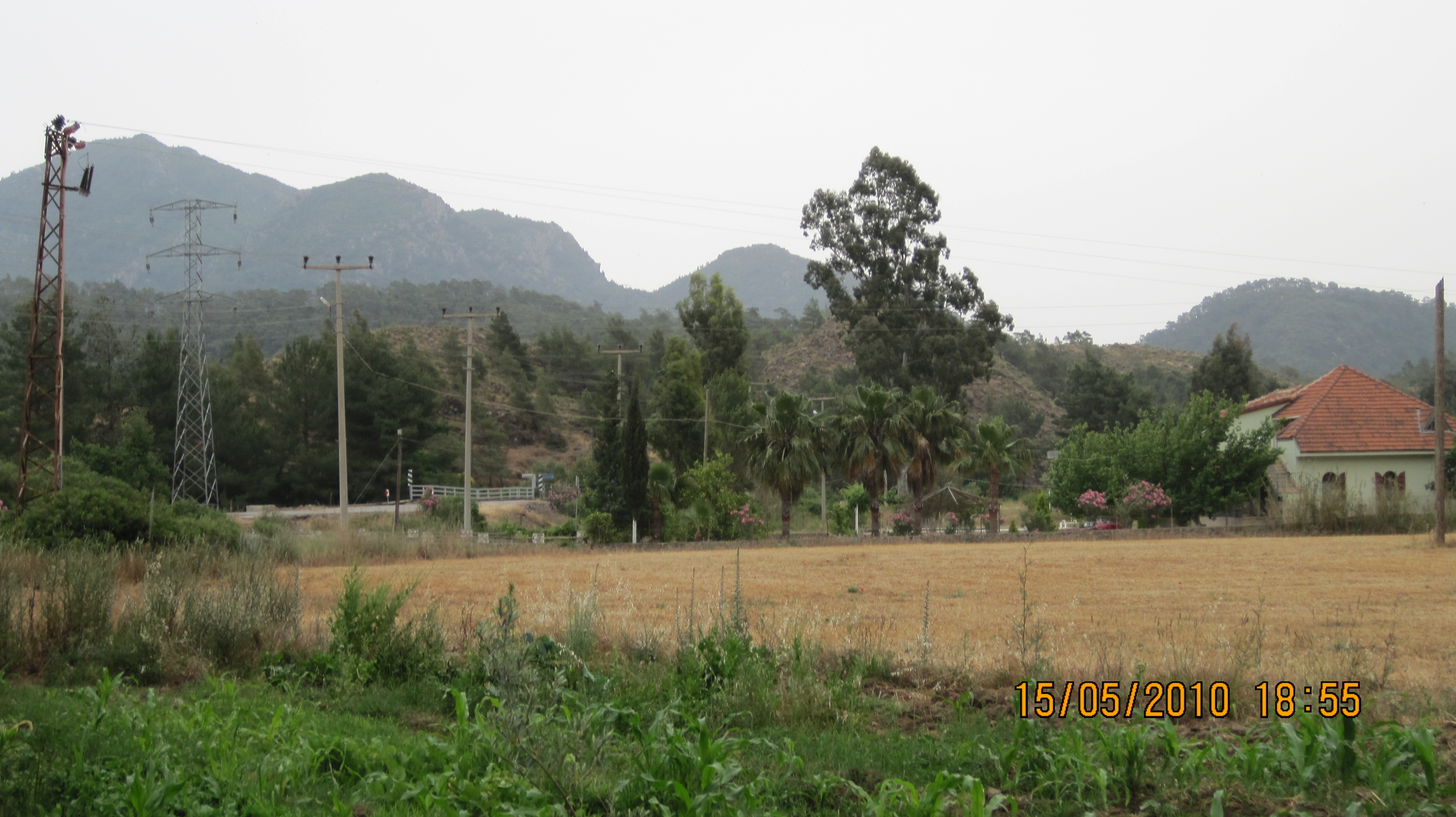
الريف حول "حصار أونو"، 2010م.
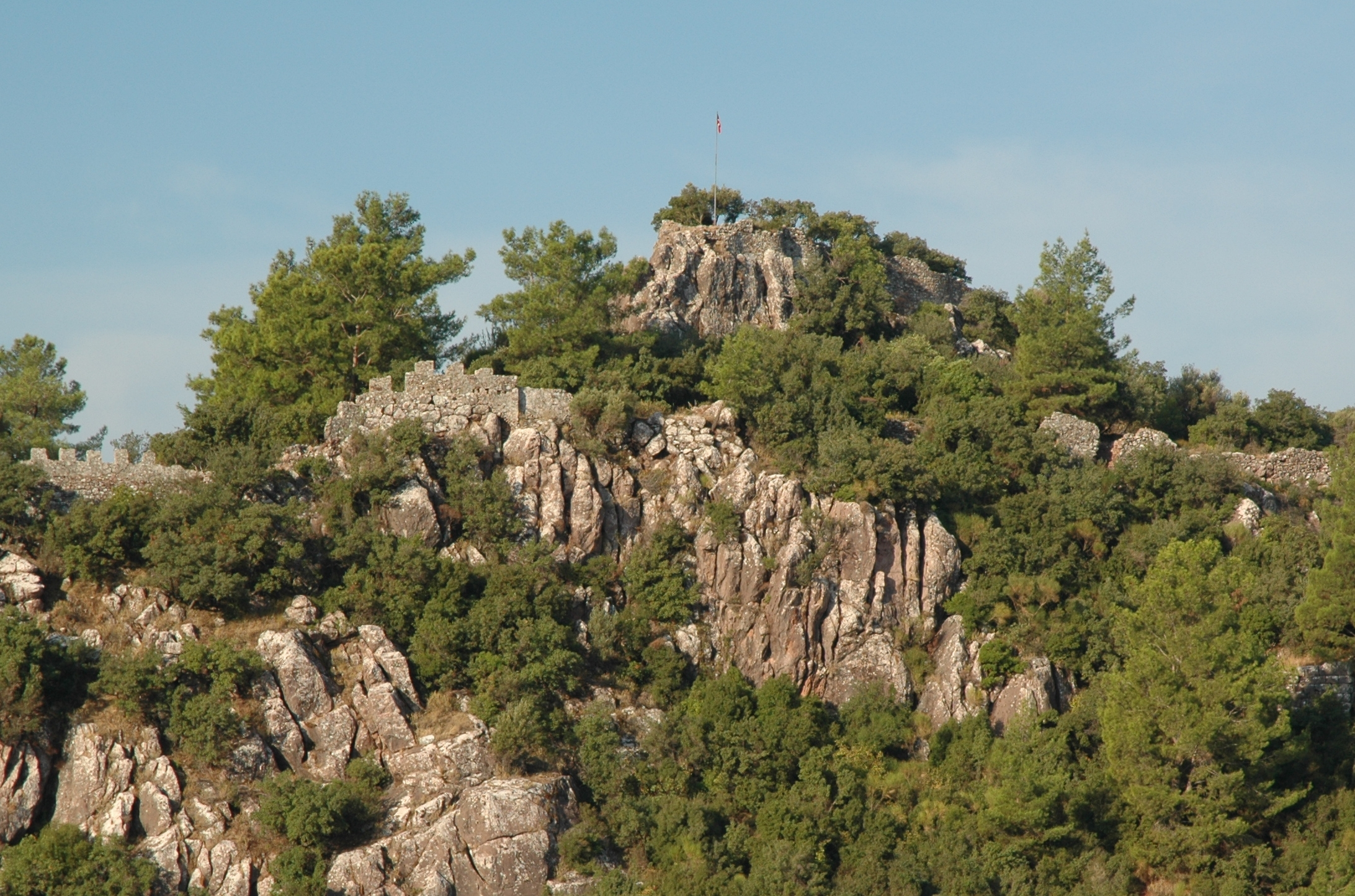
قلعة "حصار أونو" البيزنطية القديمة.
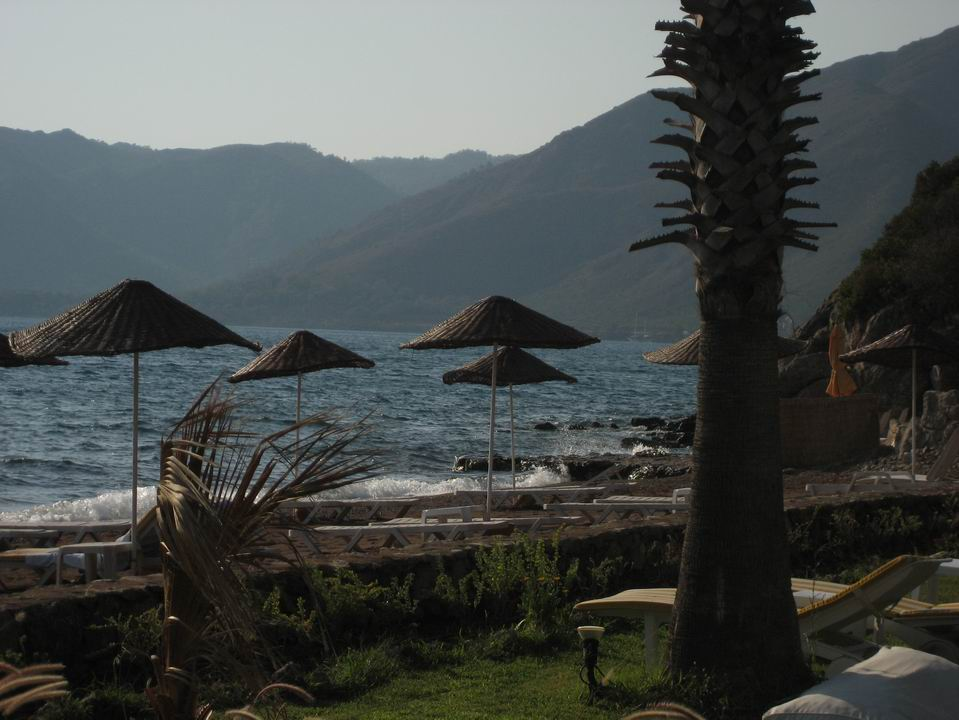
أحد المنتجعات الشاطئية في "حصار أونو".
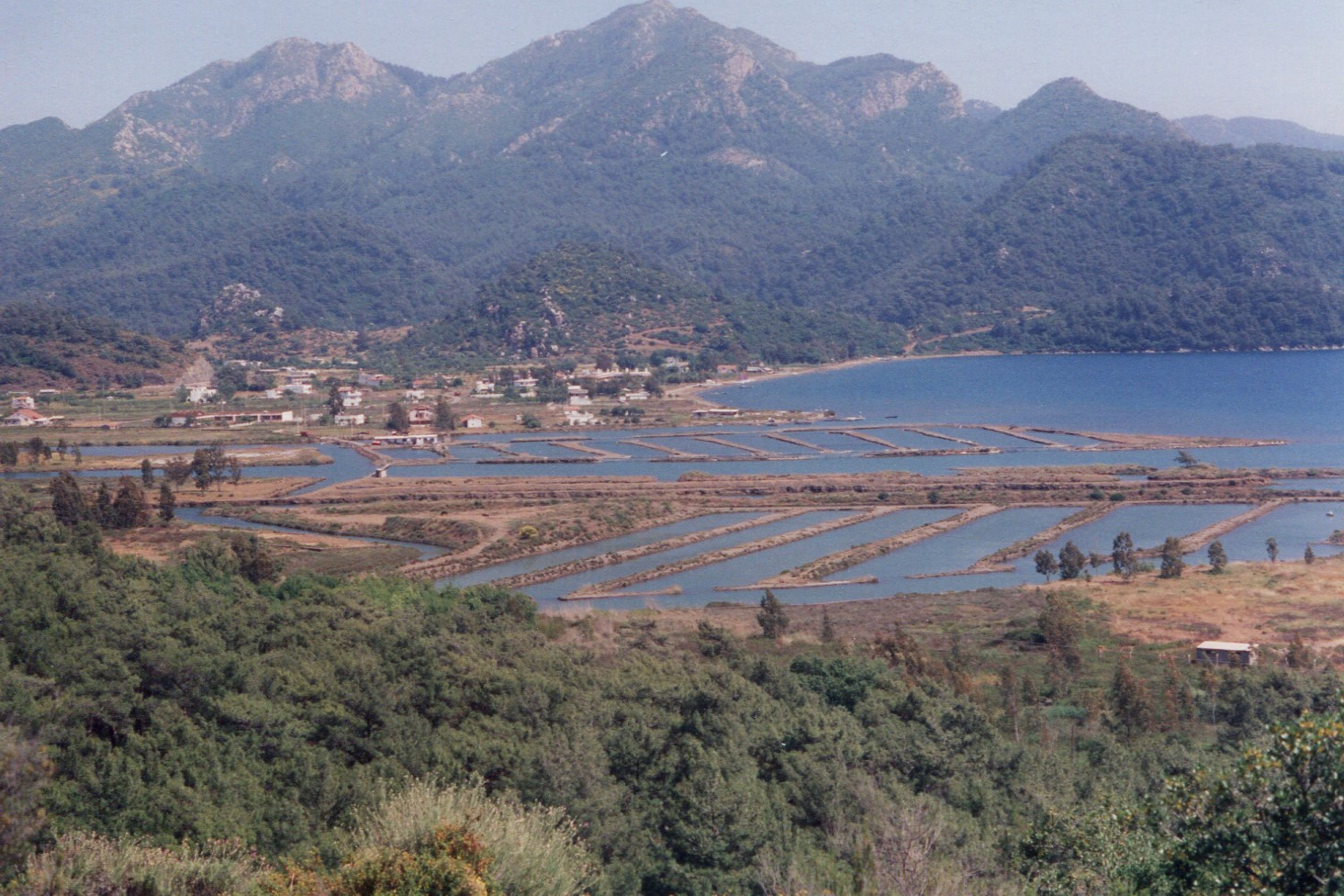
لقطة من أحد فنادق "حصار أونو"، 2010م.
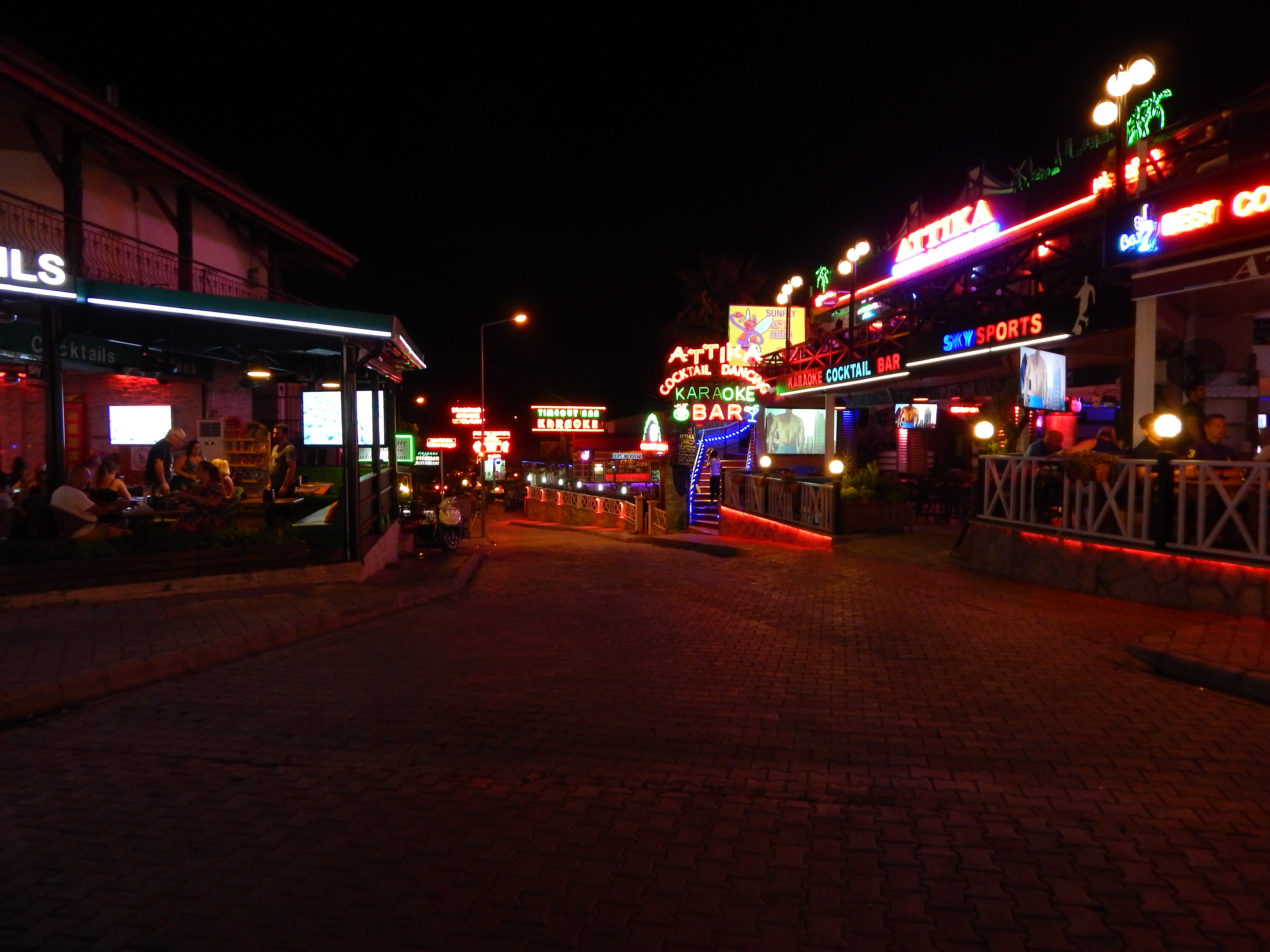
"حصار أونو" في المساء.
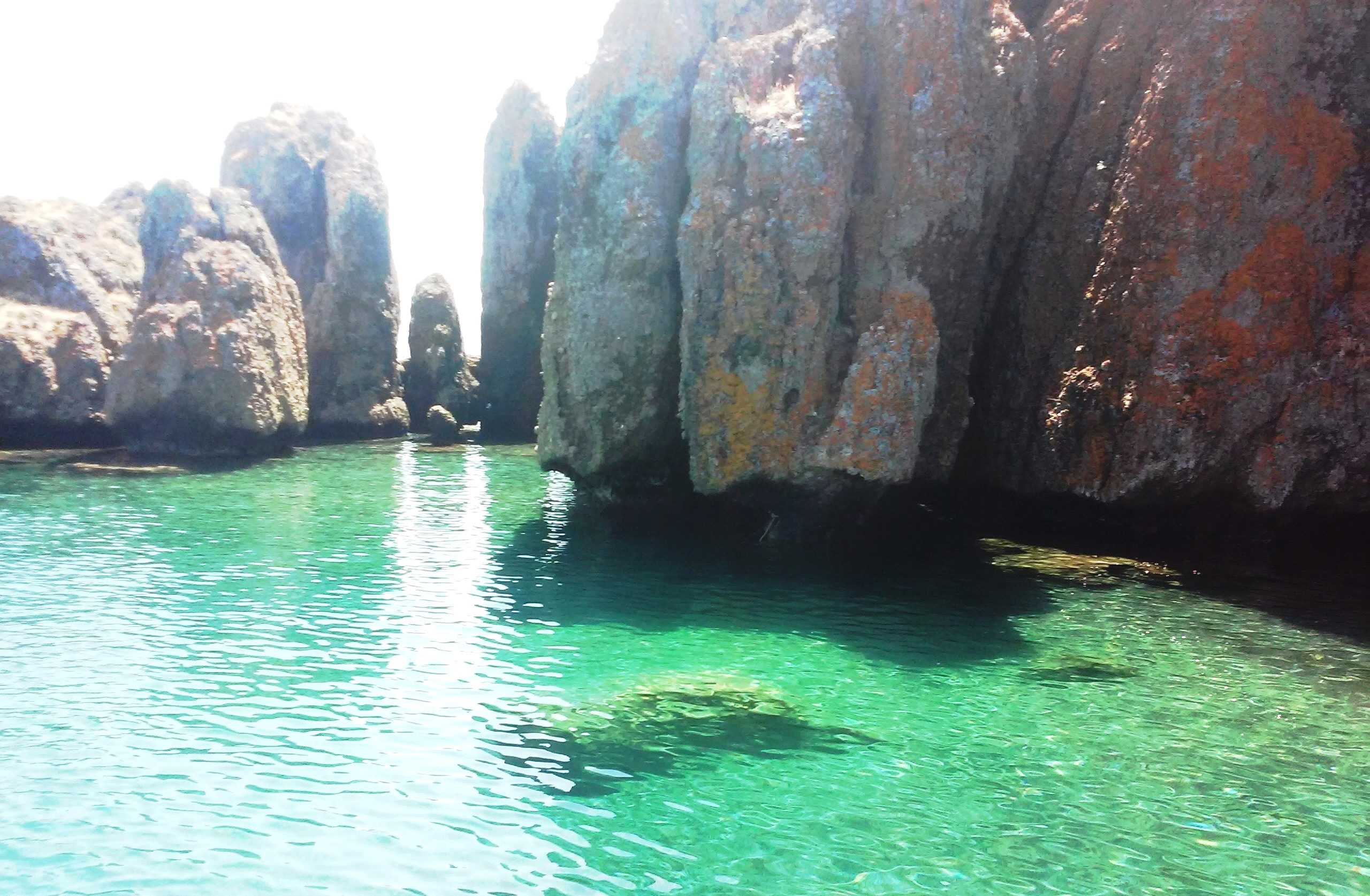
جزيرة "دشليجا" (بالتركية: Dişlice)‏.